# Dohrniphora schroederi
Dohrniphora schroederi är en tvåvingeart som beskrevs av Schmitz 1923. Dohrniphora schroederi ingår i släktet Dohrniphora och familjen puckelflugor. Inga underarter finns listade i Catalogue of Life.